# Sara Carbonero Arévalo
Sara Carbonero Arévalo (Corral de Almaguer, Toledo, 3 de febrer de 1984) és una periodista esportiva espanyola. Es va donar a conèixer a La Sexta, però l'abril de 2009 es va fer públic el seu fitxatge per Telecinco.

## Biografia
Sara Carbonero Arévalo va néixer a Corral de Almaguer el 3 de febrer de 1984. Va estudiar periodisme a la Universitat Complutense de Madrid i va començar la seva carrera professional a Radio Marca. En aquesta emissora ha cobert tot tipus d'esdeveniments esportius, a més de col·laborar en l'espai matinal Balón desastre i presentar en solitari el programa musical SuperMarca.
Després d'un breu pas per la Cadena Ser, es va incorporar al maig del 2007 a La Sexta, cadena en la qual s'ha fet càrrec de la informació esportiva en horari de màxima audiència, ha seguit de prop a la Selecció Espanyola a l'Eurobasket 2007 i ha format part de l'equip de Minuto y resultado. A més ha conduït el programa d'esports de risc i aventura Sexto Nivel.
A l'abril de 2009, va ser contractada per Telecinco com a presentadora d'esports. El seu primer treball a la cadena de Fuencarral va cobrir com a reportera de la Copa Confederacions a Sud-àfrica. Actualment és la presentadora d'esports de la primera edició d'Informativos Telecinco.
Va ser escollida el juliol del 2009 per l'edició nord-americana de la revista FHM com la reportera esportiva més sexy del món.
Va ser la parella sentimental del futbolista Iker Casillas. El 12 de març de 2021, van anunciar la seva separació de mutu acord, després de cinc anys de casats i d'onze de relació durant els quals havien tingut dos fills.